# Хаслам, Энни
Энни Хаслам (англ. Annie Haslam, 8 июня 1947, Болтон) — вокалистка британской рок-группы Renaissance. С 1978 года успешно ведет свою сольную карьеру (к настоящему времени выпущено 9 сольных альбомов). Последний альбом Хаслам Woman Transcending вышел в 2007 году.
С 2001 года Энни Хаслам активно занимается живописью. Известна своим вегетарианством и бесконечной любовью к животным.
В 1993 году певице диагностировали рак груди, который он победила и который вдохновил её на альбом 1994 года Blessing in Disguise.

## Сольная дискография
- 1977: Annie in Wonderland
- 1985: Still Life
- 1989: Annie Haslam
- 1994: Blessing in Disguise
- 1995: Supper’s Ready: (Genesis tribute Album) (приглашённая вокалистка)
- 1995: Tales From Yesterday (Yes tribute Album) (приглашённая вокалистка)
- 1998: Live Under Brazilian Skies
- 1999: The Dawn of Ananda
- 1999: Portraits of Bob Dylan, Steve Howe (приглашённая вокалистка)
- 2000: It Snows in Heaven Too
- 2002: One Enchanted Evening
- 2005: Icon, John Wetton & Geoff Downes (приглашённая вокалистка)
- 2006: Miles of Music, Bob Miles (приглашённая вокалистка)
- 2006: Live Studio Concert
- 2006: Night and Day EP
- 2007: Woman Transcending
- 2012: Songs of the Century (приглашённая вокалистка)
- 2014: 'Live' Studio Concert Philadelphia 1997 (перевыпуск)
- 2017: Don’t Give Up Single,